# Опфенбах
Опфенбах (нім. Opfenbach) — громада в Німеччині, знаходиться в землі Баварія. Підпорядковується адміністративному округу Швабія. Входить до складу району Ліндау.
Площа — 16,79 км2. Населення становить 2349 ос. (станом на 31 грудня 2020).